# Пушкино (Кадошкинский район)
Пу́шкино — село, центр сельской администрации в Кадошкинском районе Мордовии.

## География
Расположено на р. Сивини, у ручья Пешняйка, в 7 км от районного центра и 6 км от железнодорожной станции Инсар.

## История
Название-антропоним: основано в конце 17 в. как вотчина боярина Матвея Степановича Пушкина, одного из предков поэта А. С. Пушкина. 
Своим названием село обязано боярину Матвею Степановичу Пушкину, впрочем, как и Пушкино (Ромодановское).
В 1691г в Пушкине числилось 20 дворов.
В 1869г  123 двора и 852 жителя.
В 1914 году в Пушкине насчитывалось 172 двора.
В 1774г село Пушкино значилось в Темниковском уезде, как вотчина генерал-поручика Александра Артемьевича Загряжского. 
В 1813г село указано с новым владельцем как вотчина генерал-адмирала и кавалера Николая Семеновича Мордвинова с селами Высокое, Еникеево, Нагаево. Предки фамилии Мордвинов известны тем, что верно и усердно служили русским царям и в Литовско-Польскую войну, и в войне со шведами.
В 1813г дочь Николая Семенович Мордвинова, Вера Николаевна, вышла замуж за Аркадия Алексеевича Столыпина, который был братом бабушки поэта Михаила Юрьевича Лермонтова– Елизаветы Алексеевны Арсеньевой, урожденной Столыпиной. Старший сын Аркадия Алексеевича и Веры Николаевны - Николай Аркадьевич (1814-1884) - камер-юнкер, чиновник Министерства иностранных дел сделал довольно успешную карьеру. Его сын Николай Николаевич родился в 1860г.
Николай Николаевич Столыпин после смерти отца наследовал имение в с. Пушкино. По данным Подворной переписи крестьянского хозяйства Инсарского уезда на 1911 год, Столыпины владели: 
Пушкинская волость - Высокая, Нагаево, Пушкино, Старокорсаковский Майдан, Хованщина; Сиал-Майданская волость - Эконом-Поляны; Шуварская волость - Ожга-1, Глушково, Кульмеж. 
В (1869)  "Списке населённых мест Пензенской губернии" Пушкино - село владельческое 123 двора (852 чел.) Инсарского уезда.
В 1918 г. на землях бывшего помещика Столыпина была создана коммуна "Новая жизнь". По данным 1931 г., в Пушкине было 110 дворов (750 чел.). В 1930-х гг. был образован колхоз им. Пушкина, с 1996 г. — СХПК "Пушкинский". В современном селе - средняя школа, СПТУ-9, Дом культуры, медпункт, магазин, хлебопекарня, столовая. Пушкино - родина генерал-майоров И.А. Ботова и В.Н. Кузнецова, лауреата Государственной премии Республики Мордовия Р.В. Бабушкиной. В Пушкинскую сельскую администрацию входили пос. Новая Жизнь, Приволье и д. Студёный Ключ.
Первый храм, деревянный, был построен еще в 1691 году боярином Матвеем Степановичем Пушкиным. 
В 1889–1903 годах на средства прихожан была возведена каменная двух престольная Воскресенская церковь. 

## Население
| 2002 | 2010 |
| ---- | ---- |
| 324  | ↘221 |

Национальный состав
Согласно результатам переписи 2002 года, в национальной структуре населения русские составляли 92 %

## Источник
- Энциклопедия Мордовия, А. М. Шаронов.